# Bercu, Hunedoara
Bercu este un sat în comuna Bretea Română din județul Hunedoara, Transilvania, România.